# Schwarze Insel
Schwarze Insel ist ein deutscher Psychothriller aus dem Jahr 2021 von Netflix. Er wurde am 18. August 2021 veröffentlicht. In den Hauptrollen sind Alice Dwyer und Philip Froissant zu sehen.

## Handlung
Nachdem Jonas’ Eltern bei einem tragischen Autounfall ums Leben gekommen sind, zieht der Abiturienten auf eine Insel, um bei seinem kürzlich verwitweten Großvater Friedrich Hansen zu leben. Jonas geht auf seine Klassenkameradin Nina zu. Doch die Ankunft der neuen Deutschlehrerin Helena stellt seine Welt auf den Kopf. Sie erkennt sein schriftstellerisches Talent und baut so ein inniges Vertrauensverhältnis zu ihm auf. Allerdings hat Jonas keine Ahnung, welchen Plan Helena wirklich verfolgt, da Helena eigentlich seine Tante ist und sie sich an ihrem Großvater rächen will, weil er sie nicht als seine Tochter erkannt hat, was dazu führte, dass ihre Mutter aus diesem Grund Selbstmord beging. Als Herr Hansen ins Krankenhaus eingeliefert wird, offenbart sie ihm die ganze Wahrheit und gesteht, dass sie seine Frau und Jonas’ Eltern getötet hat und dass sie Jonas zusammen mit ihm töten wird, wenn er entlassen wird. Sie bringt ihn zu Jonas’ Haus und gibt Jonas ein Getränk mit Pillen, die sie am Tag zuvor pulverisiert hat, und versucht dann, Jonas zu ertränken, aber Jonas befreit sich und geht zu seinem Großvater, der mit einem Zettel in der Hand auf dem Boden liegt. Es handelt sich dabei um den Zettel, den seine Mutter Helena hinterlassen hat, bevor sie gestorben ist, denn Helena schien versucht zu haben, ihn zu töten, aber Jonas stach mit einem Stück Glas auf sie ein und beendete ihr Leben, dann verließ Jonas die Insel.

## Produktion
Der Film entstand nach einem Drehbuch von Miguel Alexandre und Lisa Hofer, bei dem Alexandre auch Regie führte.
Produziert haben das Projekt Mischa Hofmann, Britta Meyermann und Ann-Kathrin Eicher.
Es wurde bis November 2020 auf Amrum gedreht.

## Rezeption
Bei kino-zeit.de wird der Film zwar als vorhersehbar bezeichnet, aber dennoch unterhaltsam. Positiv hervorgehoben wird die Dynamik zwischen den Figuren Jonas und Helena sowie die Darstellung von Alice Dwyer. Der Drehort sticht hervor. Dazu heißt es: Der zwischen Pop und Rock pendelnde Soundtrack macht die raue Küste zu einem exquisiten Coming-of-Age-Schauplatz.
Ernst Corinth im Auftrag für das Redaktionsnetzwerk Deutschland nennt Schwarze Insel spannungsarm.
Bei Film-Rezensionen kommt der Film nicht gut an. Die stimmungsvollen Landschaftsaufnahmen und Hauptdarstellerin Dwyer würden noch etwas retten.
Auch Lauterfilme.de hebt die Darsteller Alice Dwyer, Philip Froissant und Mercedes Müller sowie die Kulisse positiv heraus. Ansonsten sei der Krimi nicht spannend.